# Bill Bradley
William Warren "Bill" Bradley (nascut el 28 de juliol de 1943 en Crystal City, Missouri) és un exjugador de bàsquet estatunidenc que va jugar durant 10 temporades en l'NBA, totes elles en els New York Knicks. També va ser Senador dels Estats Units per Nova Jersey i candidat a la presidència, competint amb el Vicepresident Al Gore per la nominació com a candidat del Partit Demòcrata en les Eleccions de l'any 2000.